# 33 Thomas Street
33 Thomas Street alternativt AT&T Long Lines Building är en skyskrapa vid östra delen av Church Street, mellan Thomas Street och Worth Street i stadsdelen Tribeca på Manhattan i New York, New York i USA. Skyskrapan ritades av arkitekten John Carl Warnecke och uppfördes 1974. Byggnadens syfte var att inhysa samhällsservice, bland annat telefonväxlar. Idag har byggnaden två sådana och ägs av skyskrapans ägare AT&T. Byggnaden hade ytterligare en växel som ägdes av AT&T:s konkurrent Verizon Communications, den avvecklades och togs bort 2010.
Byggnaden beskrivs ofta som en av USA:s mest säkra och ska kunna stå emot kärnvapenattacker samt vara självförsörjande på naturgas, vatten och elektricitet i uppemot två veckor vid radioaktivt nedfall om New York skulle bli måltavla för en sådan attack. Det rapporterades 2016 att den amerikanska signalspaningsmyndigheten National Security Agency (NSA) bedriver hemlig signalspaning från byggnaden.

## Galleri

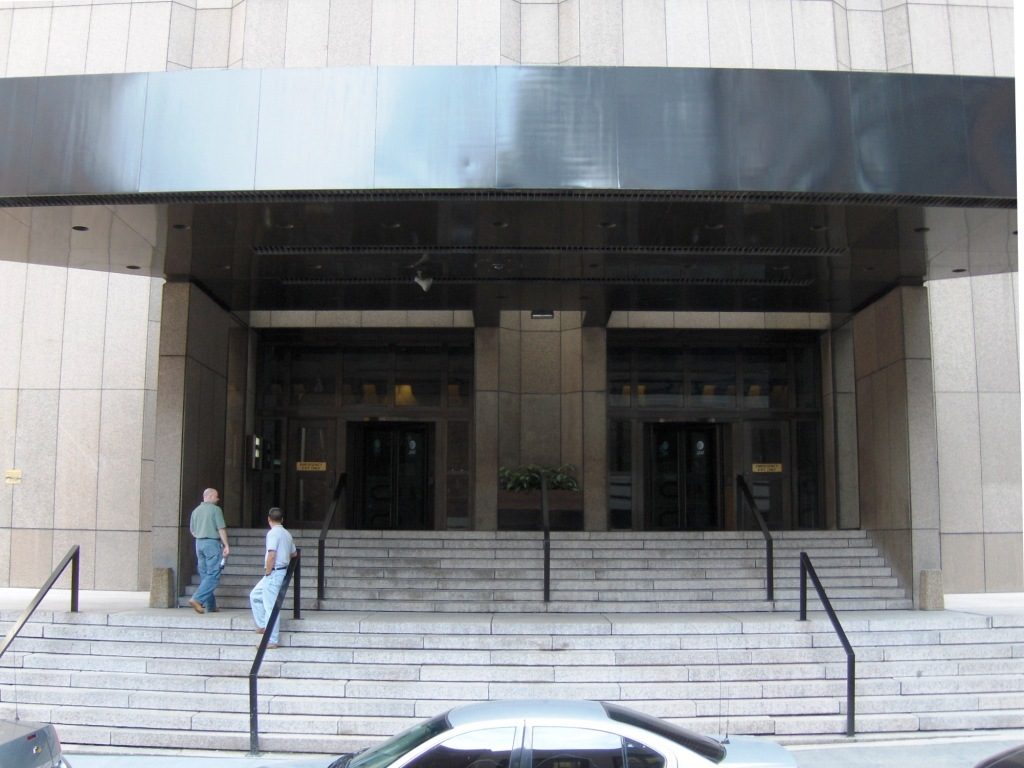
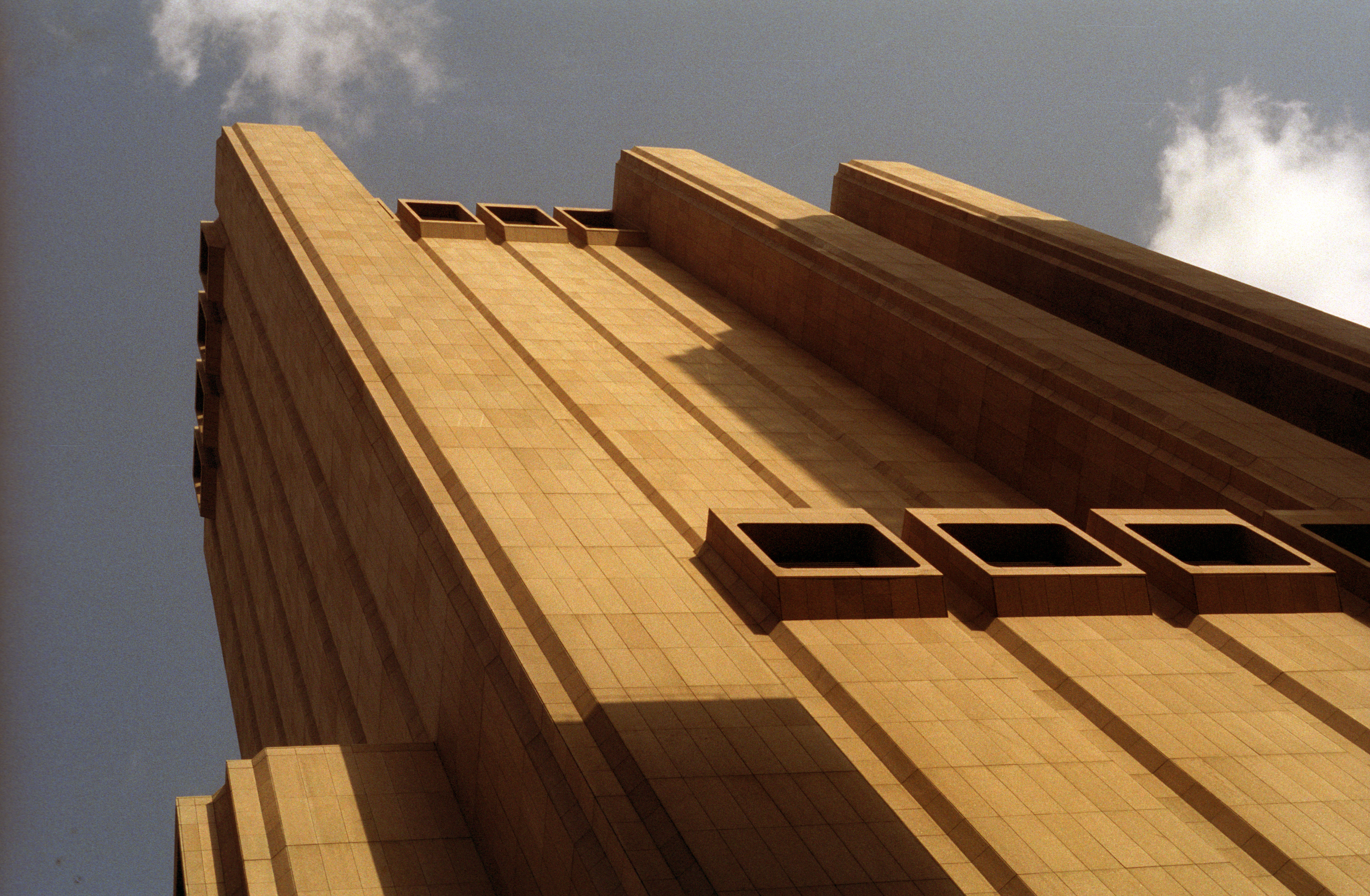
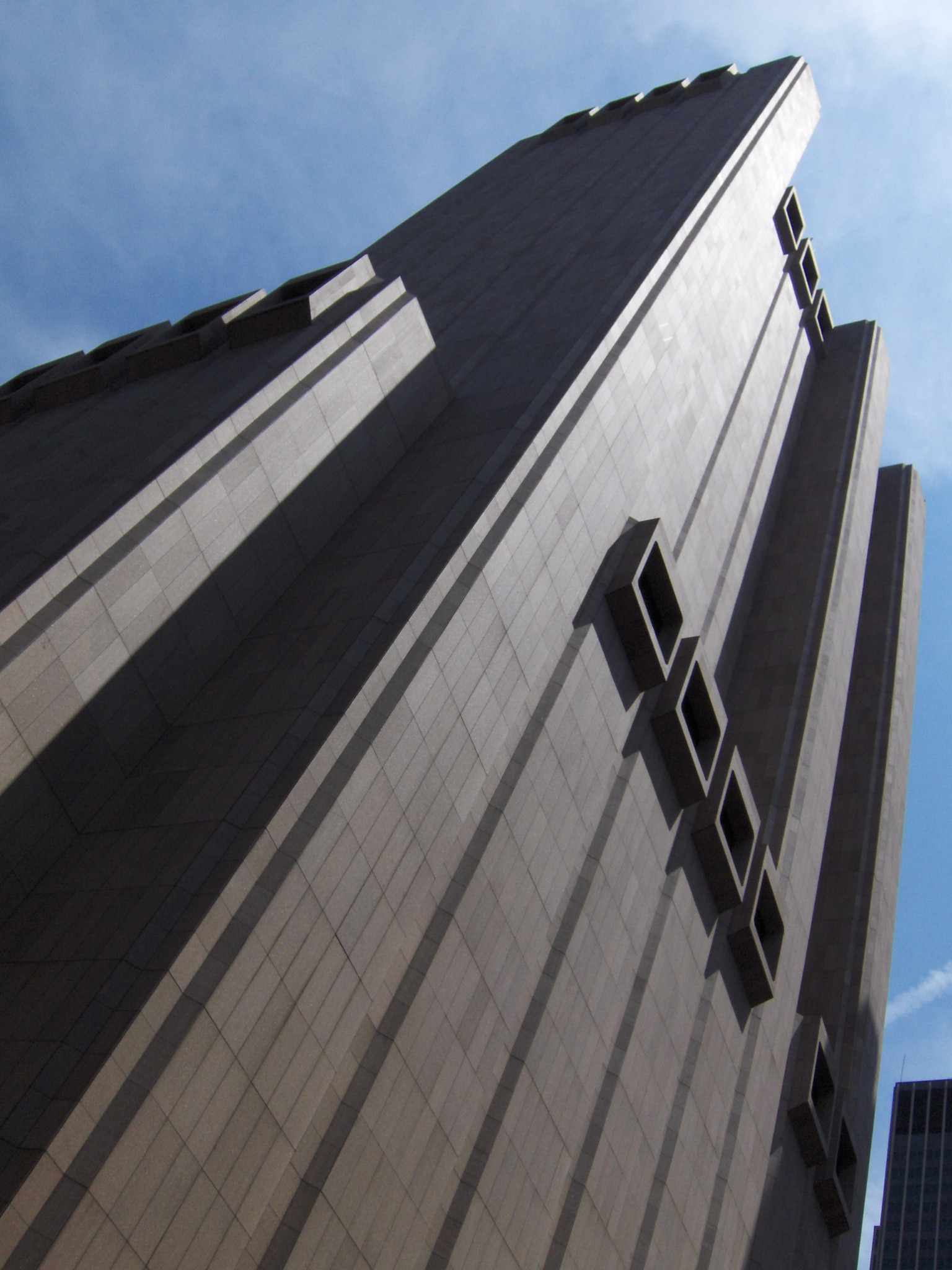
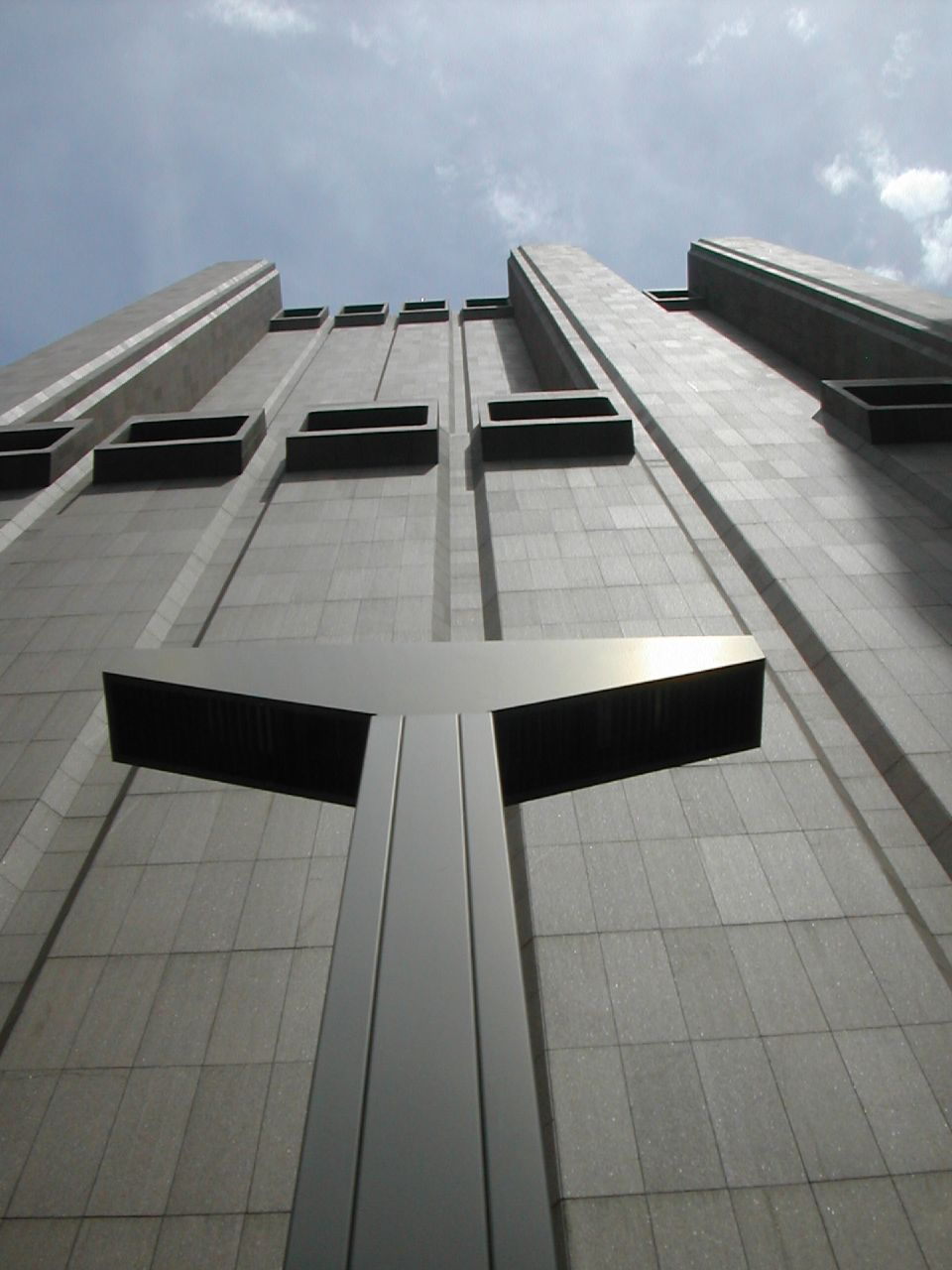
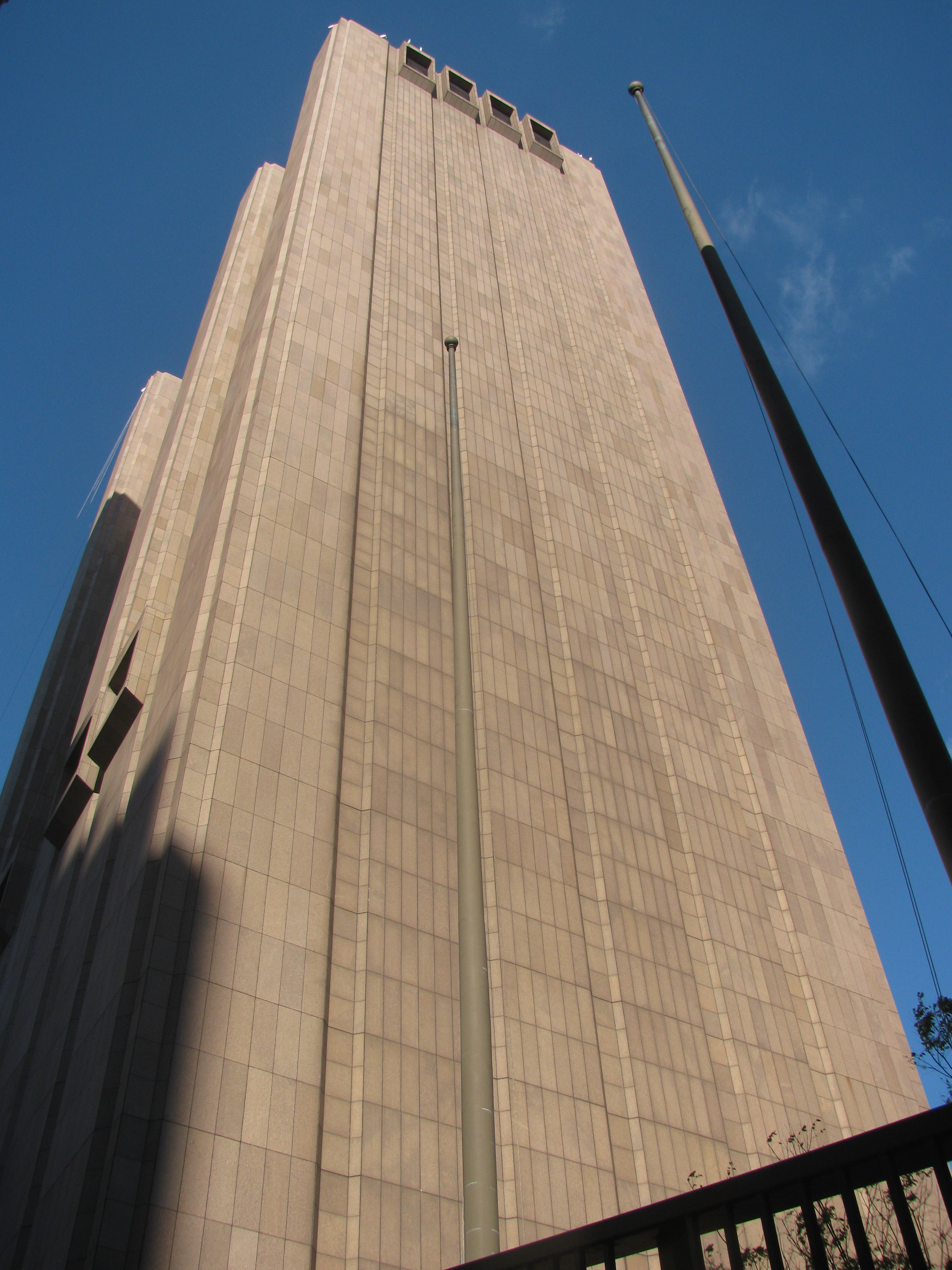
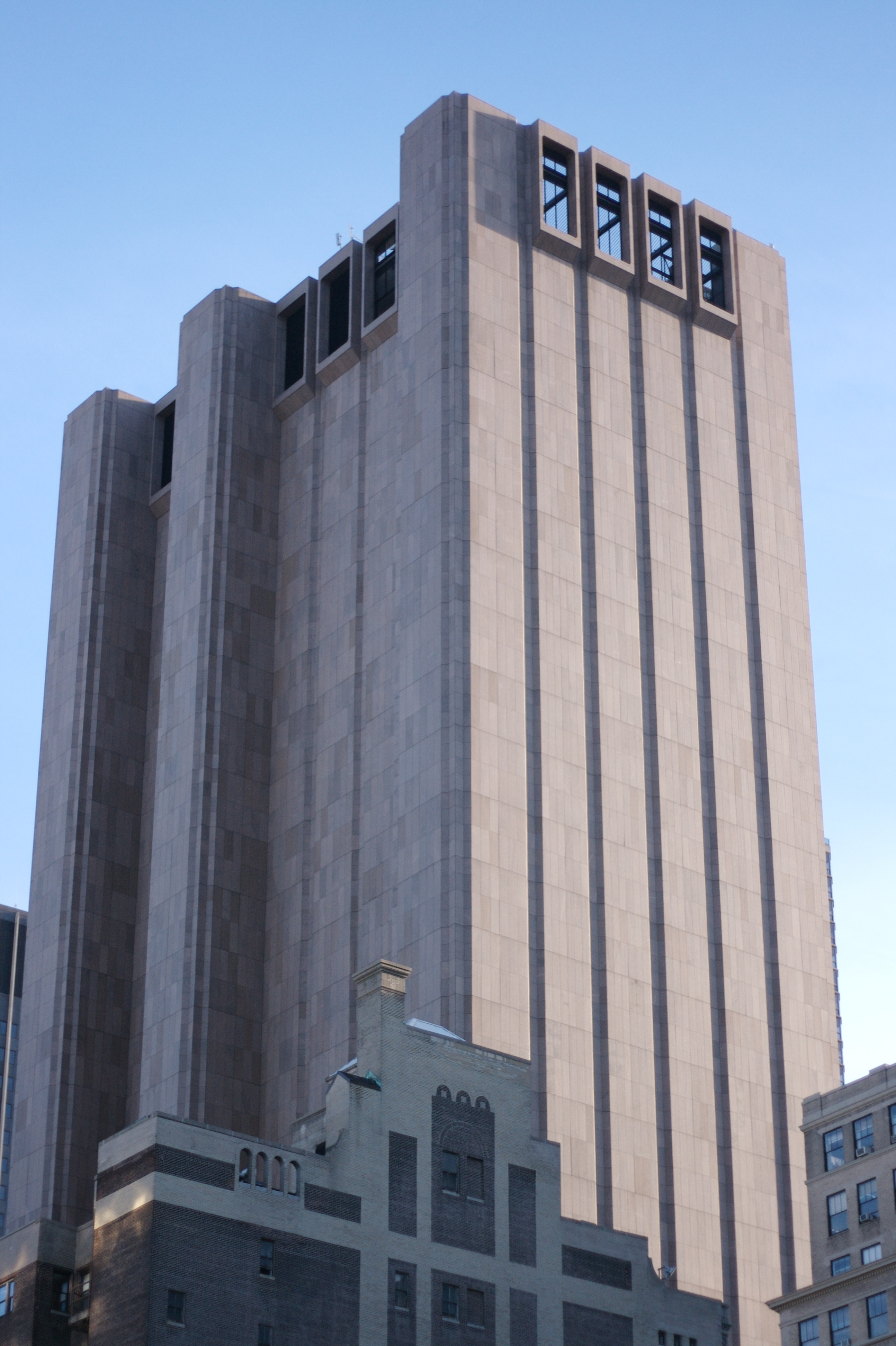